# Смирнов, Пётр Андреевич
Пётр Андреевич Смирнов (11 [23] мая 1893, деревня Малое Рябцево, Старицкий уезд, Тверская губерния, Российская империя — 27 мая 1947, Будапешт, Вторая Венгерская Республика) — российский и советский военно-морской деятель, капитан 1-го ранга. Участник Первой мировой войны на Балтийском море, за что был дважды награждён Георгиевским крестом и Гергиевской медалью (за участие в минных постановках и боях на Балтике). Поддержал революцию и активно участвовал в Гражданской войне в России. Сначала воевал в составе Финской красной гвардии на территории современной Финляндии. Затем в составе Волжской военной флотилии участвовал в боевых действиях на Волге. Активно занимался минными постановками на Каспии — на его минах подорвался ряд кораблей противника. В межвоенный период занимал руководящие должности в ряде военно-морских структур. Закончил основной факультет Военно-морской академии, после чего занимал командные должности среднего звена. В 1938 году был репрессирован, но в 1940 году вернулся на флот. Участник Великой Отечественной войны. Принимал активное участие в Сталинградской битве, командуя Отдельной бригадой траления Волжской военной флотилии. Участвовал в разминировании Волги в 1943—1944 годах. Последний командующий Волжской военной флотилией. Участвовал в разминировании Дуная. Награждён рядом советских орденов и медалей.

## Биография
Пётр Андреевич Смирнов родился 23 мая 1893 года в деревне Малое Рябцево Старицкого уезда Тверской губернии (сейчас находится на территории Селижаровского района Тверской области). В наградных документах указывается социальное происхождение: из рабочих.

### Участие в Первой мировой войне

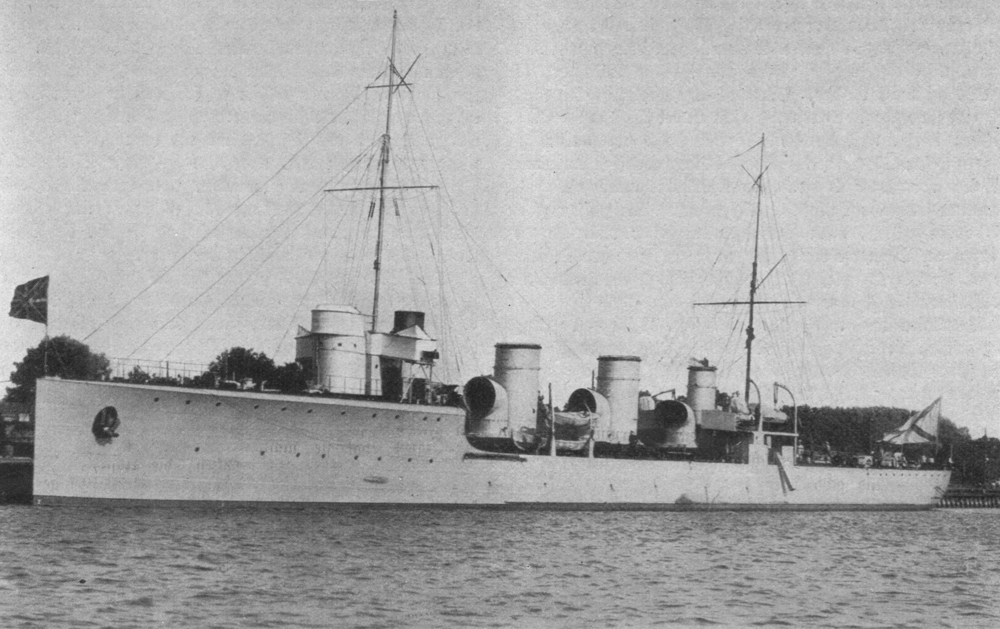
Эсминец «Новик», на котором начинал морскую службу П. А. Смирнов

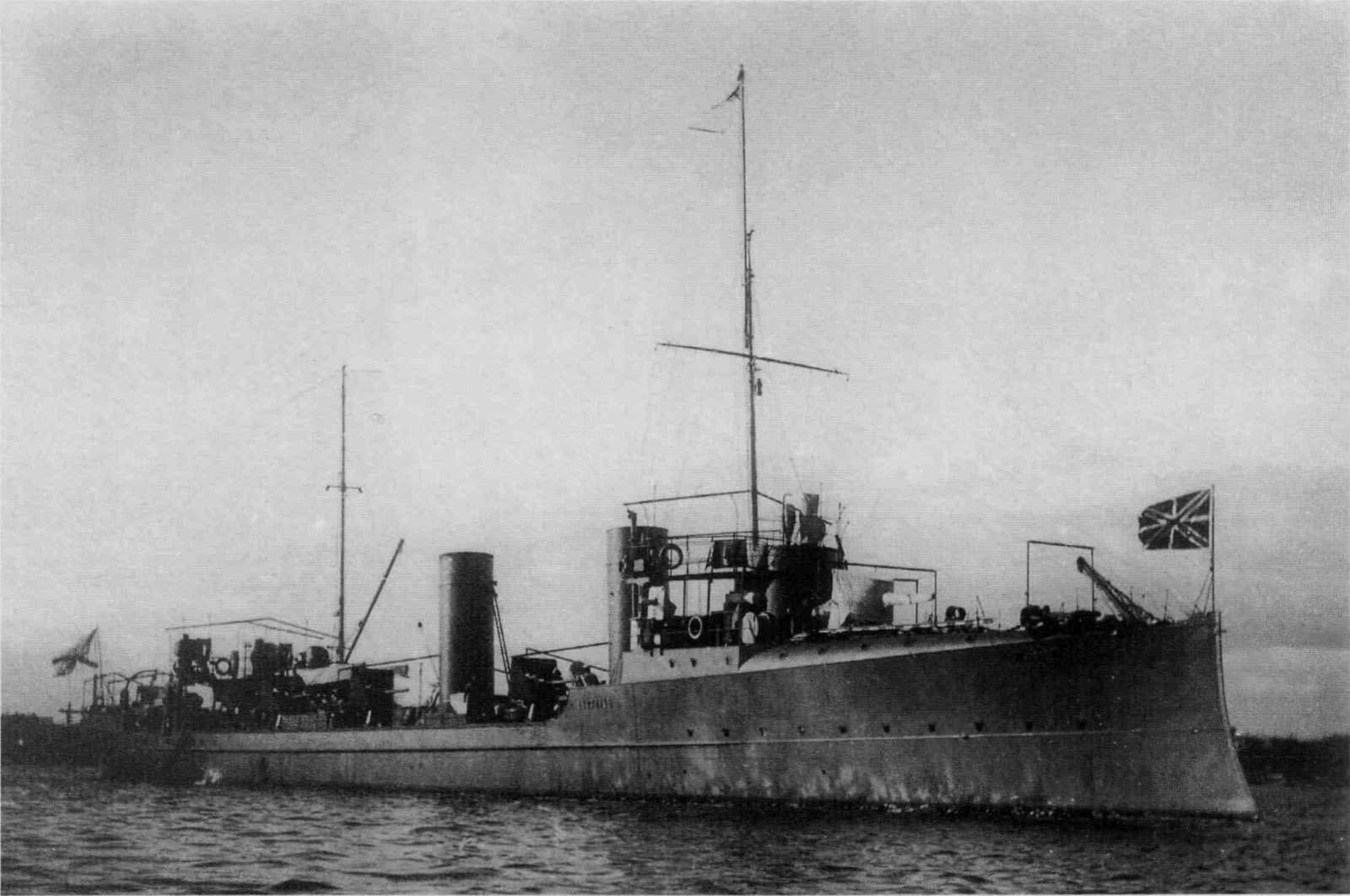
Эсминец «Охотник»

Военную службу Смирнов начал в феврале 1911 года учеником минёра в Кронштадтском учебно-минном отряде Балтийского флота. Учёба продолжалась до апреля 1914 года. Далее до июля 1914 года он служил минным унтер-офицером в штабе минной дивизии города Либавы. С июля 1914 года началась служба на миноносцах. В Первую мировую войну до января 1915 года Смирнов служил на эсминцах «Новик» и «Охотник». С января 1915 года до октября 1917 года проходил службу минным электриком-унтер-офицером на эсминце «Гром». Пётр Андреевич принимал участие в минных постановках и боях с кораблями противника. За участие в бою, приведшем к потоплению немецкого крейсера и двух миноносцев, ему присвоили звание унтер-офицера 1-й статьи. За время участия в Первой мировой войне Смирнов был награждён двумя Георгиевскими крестами и одной Георгиевской медалью.

### Участие в Гражданской войне
В 1917 году Пётр Андреевич становится членом ВКП(б). С октября по декабрь 1917 года в связи с ранением он проходил лечение в больнице Красного Села, а в январе 1918 года унтер-офицер 1-й статьи вступил в финскую Красную гвардию. Будучи командиром роты разведки, он участвовал в боях под Таммерфорсом, Або, Ганге, Гельсингфорсом. После вспыхнувшего восстания белочехов в должности следователя и заместителя командира отряда особого назначения воевал под Казанью, Богородском и Симбирском. С июня по декабрь 1918 года Смирнов командовал отдельным дивизионом катеров особого назначения Волжской военной флотилии. После этого до мая 1919 года под его командой находился 1-й батальон 1-го десантного отряда моряков. В конце января 1919 года Пётр Андреевич был легко ранен в обе кисти в бою под Солодниками. Далее до декабря 1919 года Смирнов служил минным специалистом и помощником командира минного заградителя «Кирсанов» («Фридрих Энгельс»). 25 августа минный заградитель «Фридрих Энгельс» выставил минную банку из 220 мин типа «Рыбка» на 12-футовом рейде в районе Астрахани. 8 сентября на установленном минном заграждении подорвался и затонул вооружённый пароход «Араг» — единственное тяжеловооружённое судно (два 75-мм орудия) «белой» Волжской военной флотилии в составе Кавказской армии, имевшее малую осадку. 5 октября на той же минной банке подорвалась и затонула «белая» канонерская лодка «Надежда». С января по сентябрь 1920 года он одновременно командир и комиссар минного отряда Волжско-Каспийской флотилии.

### Служба в межвоенный период
С сентября 1920 года по март 1922 года Пётр Андреевич служил военкомом управления по подъёму судов. С марта 1922 года он служил начальником и комиссаром 1-й Объединённой школы Учебного отряда Морских сил Чёрного моря. С сентября 1924 года Смирнов учился на подготовительных курсах, после которых успешно поступил в морское училище, где учился до 1926 года. Затем он был переведён на основной факультет Военно-морской академии. Будучи студентом академии, красный военфлотец проходил стажировку вахтенным начальником на крейсере «Аврора», помощником командира на эсминце «Ленин», вахтенным начальником подводной лодки типа «Барс», лётчиком-наблюдателем эскадрильи ВВС флота. В 1928 году Пётр Андреевич проходил морскую практику на пароходе «Котовский» по маршруту Ленинград — Одесса.
В мае 1929 года Смирнов заканчивает академию и в июне получает назначение на должность заместителя начальника штаба дивизии линкоров. В январе 1930 года он назначается на должность начальника оргмобилизационного отдела Главного военного порта флота, где служит до декабря. С января 1931 по февраль 1934 года Пётр Андреевич служит командиром и военкомом бригады заграждения и траления Морских сил Балтийского флота. С февраля по июль он проходит службу в должности начальника и военкома Военно-морского училища имени М. В. Фрунзе. В ноябре Смирнова назначают командиром и военкомом Архангельского морского порта, и в этой должности он проходил службу до ноября 1937 года. После этого до июня 1938 года Смирнов командовал охраной водного района Северного флота. В 1938 году Петра Андреевича репрессировали, но в мае 1940 года его реабилитировали и восстановили во флоте.
В июле 1940 года Смирнова назначили на должность командира Учебного отряда Днепровской военной флотилии, которую он занимал до мая 1941 года. Следующим местом службы стала должность начальника тыла и начальника тыловой базы Пинской военной флотилии, которая размещалась в Киеве. В этой должности он встретил Великую Отечественную войну.

### Участие в Великой Отечественной войне
В боях 18—20 августа на реке Десна Пётр Андреевич был легко ранен в левую руку. Находясь в составе Пинской военной флотилии, Смирнов побывал в Киевском котле. 21 сентября в бою под Борисполем он снова получил лёгкое ранение — на этот раз в правую ногу. Из окружения вышел 28 октября 1941 года вместе с бригвоенюристом Кулаковым и юристом Вировским. Пётр Андреевич вышел к своим, сохранив документы. После выхода из окружения Смирнова направили служить в тыл: с ноября 1941 по январь 1942 года он командовал тыловой военно-морской базой в Уфе, затем до мая 1942 года в Сарапуле. В мае 1942 года капитан 1-го ранга П. А. Смирнов был направлен на борьбу с минной опасностью на Волге — он получил назначение в Отдельную бригаду траления (ОБТ) Волжской военной флотилии (ВлВФ), которую он возглавил 10 августа 1942 года.

#### Участие в Сталинградской битве
За время навигации 1942 года люфтваффе установило на волжских фарватерах 342 мины. Кроме минных постановок авиация противника бомбила и штурмовала суда и волжскую береговую инфраструктуру на участке Астрахань — Саратов. В первый период битвы за Волгу с 25 по 31 июля 79 транспортных судов погибло на минах и от бомб. Командование ВлВФ приняло срочные меры для обеспечения безопасности судоходства на Волге. Из-за нехватки тральных средств все тральные суда 1-й и 2-й бригад речных кораблей были переданы в Отдельную бригаду траления, которую возглавлял контр-адмирал Б. В. Хорошхин. Операционная зона ВлВФ была разделена на 6 боевых участков, которые обеспечивались тральными силами Отдельной бригады траления:
- Саратов — Красный Яр (1-й дивизион ОБТ, командир — капитан 3-го ранга Б. Г. Васильев);
- Красный Яр — Горный Балыклей (2-й дивизион ОБТ, командир — капитан-лейтенант А. Ф. Аржавкин);
- Горный Балыклей — Райгород (3-й дивизион ОБТ, командир — старший лейтенант А. П. Ульянов);
- Райгород — Чёрный Яр (4-й дивизион ОБТ, командир — старший лейтенант П. П. Кальсберг);
- Чёрный Яр — Копановка (5-й дивизион ОБТ, командир — капитан-лейтенант В. Т. Гайко-Белан);
- Копановка — Замьяны (2-й дивизион 2 БРК, командир — капитан-лейтенант А. А. Комаров);
- участок Замьяны — Астрахань обслуживался тральщиками Астраханской военно-морской базы, которая оперативно подчинялась командованию ВлВФ, но не входила в состав Отдельной бригады траления.

Для организации зенитной обороны судов, проходящих боевые участки, в распоряжение Отдельной бригады траления передавались бронекатера 1-й, 2-й и 3-й бригад речных кораблей.
1 августа контр-адмирал Б. В. Хорошхин подорвался на мине во время траления фарватера. 10 августа на пост командира Отдельной бригады траления заступает капитан 1-го ранга П. А. Смирнов, и он возглавляет ОБТ в самый острый период Сталинградской битвы — оборонительные бои 62-й армии в городе. В период с августа по ноябрь моряками Смирнова было вытралено и уничтожено 211 немецких мин.
С 30 августа тральщики бригады Смирнова по специальному решению военного совета Сталинградского фронта стали обеспечивать две из пяти переправ в районе Сталинграда — № 2 Центральная, № 5 у Культбазы. В период с 23 августа по 13 сентября (дата начала первого штурма Сталинграда вермахтом) тральщики и бронекатера переправили на правый берег более 7000 бойцов и командиров, свыше 1000 тонн грузов (боеприпасы, горючее и продовольствие), 404 автомашины и 385 лошадей. Обратно на левый берег вывезли 7700 раненых и 1500 человек эвакуируемого населения. Именно тральщики Смирнова совместно с малыми судами Сталинградского порта обеспечили в ночь на 15 сентября переправу 13-й гвардейской стрелковой дивизии А. И. Родимцева, которая смогла предотвратить расчленение сил 62-й армии в районе Мамаева кургана. Во время первого штурма Сталинграда корабли ОБТ перевезли в обороняющийся город свыше 9000 личного состава, 360 тонн грузов (боеприпасы, продовольствие, медикаменты), большое количество автомашин, танки и артиллерию. На левый берег вывезли свыше 4600 раненых. 24 сентября Военный совет Сталинградского фронта подчинил 9 тральщиков и 4 вспомогательных судна командованию 62-й армии и разрешил при необходимости требовать для вывоза раненых бронекатера, а руководство этими кораблями поручил командиру Отдельной бригады траления капитану 1-го ранга П. А. Смирнову.
27 сентября в районе центральных переправ 62-й армии создалось крайне тяжёлое положение, и командующий ВлВФ контр-адмирал Д. Д. Рогачёв приказал командиру ОБТ выделить для перевозки войск и эвакуации раненых 5 тральщиков и 6 бронекатеров. Смирнов лично руководил их действиями на переправах, организовал взаимодействие с миномётным полком, который прикрывал своим огнём переправы. С 27 сентября по 13 октября бронекатера и тральщики под ожесточённым огнём противника переправили с левого берега в город около 11 000 бойцов и командиров, более 600 тонн боеприпасов, вывезли из города 6797 человек раненых и гражданского населения. Во время октябрьского штурма города частям 6-й армии Ф. Паулюса удалось расчленить фронт 62-й армии на несколько изолированных участков, которые могли получать снабжение только через Волгу, принимая грузы и пополнение на необорудованном берегу. К примеру, для снабжения группы полковника Горохова были привлечены бронекатера Северной группы кораблей. С 14 по 31 октября переправы 62-й армии обеспечивало более 30 бронекатеров и тральщиков под командованием Смирнова и до 20 вспомогательных судов флотилии. Ими было переправлено на правый берег 15 868 бойцов и командиров, 561 тонна грузов (боеприпасы, продовольствие, медикаменты и другие грузы). Корабли вывезли на левый берег 12 068 человек раненых и гражданского населения. За этот короткий, но крайне сложный период обороны Сталинграда от артиллерийского и миномётного огня было потеряно 5 тральщиков и бронекатер. В крайне тяжёлых условиях корабли каперанга Смирнова были практически единственным средством связи между берегами Волги. Корабли работали очень интенсивно. В качестве примера можно привести одни сутки — 1 ноября. В результате напряжённейшего труда моряков под постоянным обстрелом противника было переправлено в обороняющийся город 2600 бойцов и офицеров, 24 тонны боеприпасов и вывезено на левый берег 1150 раненых. А 3 ноября кораблями Смирнова на правый берег было доставлено 3032 человека, 52 тонны боеприпасов и вывезено 1670 раненых.
10 ноября по причине значительного ухудшения ледовой обстановки ситуация на Волге значительно усложнилась. Из-за пошедшей вниз по течению шуги на реке могли действовать только бронекатера. Если ранее за одну ночь бронекатер мог совершить несколько рейсов, то с наступлением ледостава на один рейс уходило 10—15 часов. Даже в этих условиях 11—12 ноября в распоряжение 62-й армии было доставлено около 4000 человек и более 120 тонн грузов. В целом в период с 1 по 18 ноября на правый берег было доставлено 21 225 человек пополнения, 717 тонн грузов (боеприпасы, медикаменты, продукты, оружие), а обратными рейсами вывезено на левый берег примерно 12 000 раненых. Всего в течение оборонительного периода Сталинградской битвы корабли ВлВФ перевезли через Волгу 62 225 человек, более 15 000 тонн различных грузов, около 500 автомашин, сотни лошадей и повозок. А на восточный берег из города было вывезено 44 790 раненых и мирных жителей.
Командующий 62-й армии В. И. Чуйков после войны дал такую оценку роли Волжской военной флотилии:

О роли моряков этой флотилии, об их подвигах скажу кратко: если бы их не было, возможно, 62-я армия погибла бы без боеприпасов и без продовольствия и не выполнила бы своей задачи— 

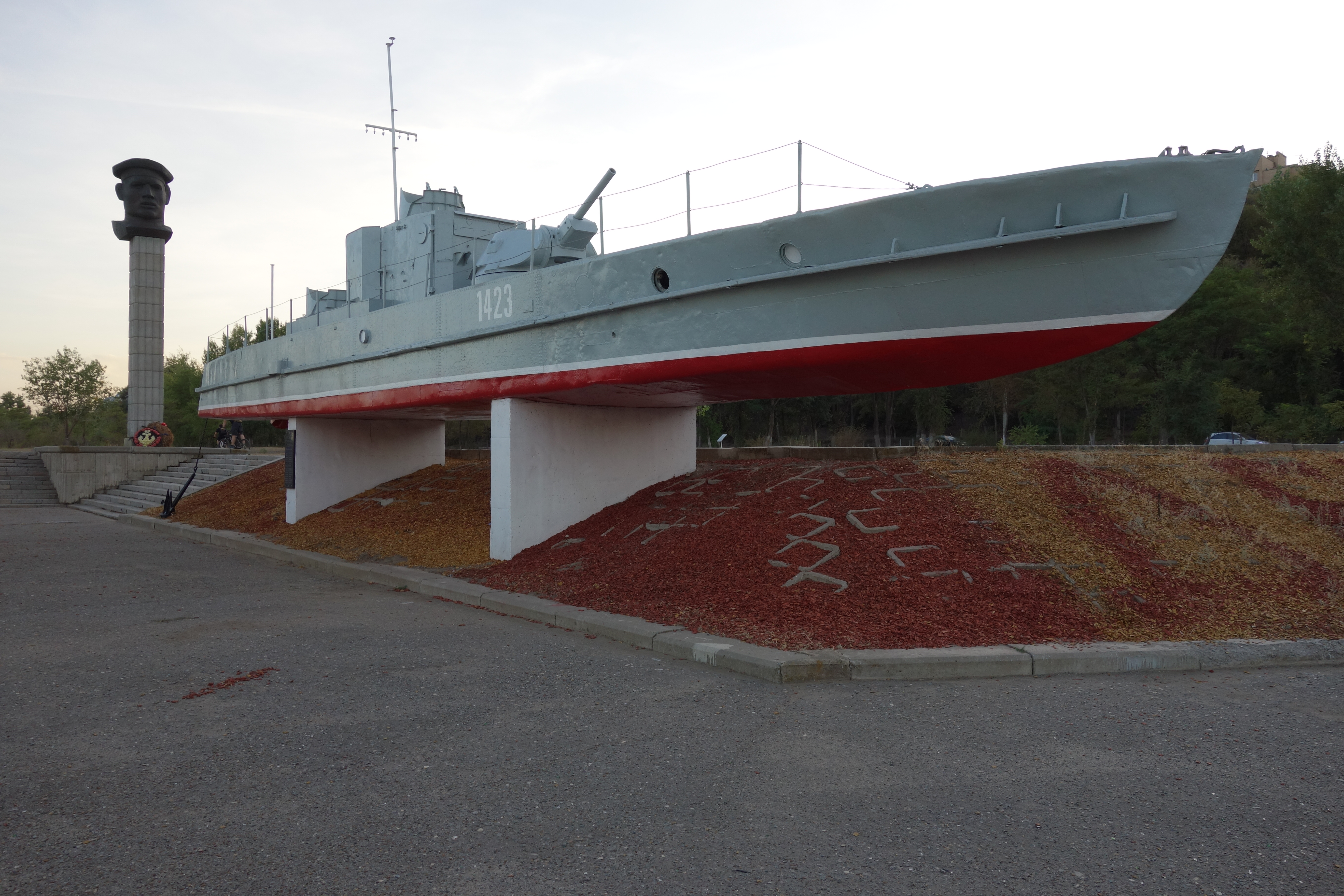
Бронекатер БК-13, ветеран Сталинградской битвы

С началом наступательного периода Сталинградской битвы ситуация на переправах изменялась только в худшую сторону. Ледовая обстановка становилась острее: корпуса кораблей обжимались льдами, винты от столкновения с льдинами ломались, системы охлаждения забортной водой обмерзали и двигатели выходили из строя от перегрева. Но моряки под командованием П. А. Смирнова продолжали свою работу. В ночь на 21 ноября бронекатера № 11, 13, 51, 61 сумели переправить в район «Красного Октября» в зону обороны 138-й стрелковой дивизии (Остров Людникова) и на другие участки обороняющейся армии 349 человек, 38,5 тонн грузов, а обратно вывезли 537 раненых. 25 ноября четыре бронекатера за два рейса доставили 1300 человек. На восточный берег обратными рейсами было вывезено 405 раненых. Пётр Андреевич командовал работой сталинградских переправ до 29 ноября. За руководство Отдельной бригадой траления в оборонительный период Сталинградской битвы, за обеспечение перевозок по Волге и успешную борьбу с минной опасностью в навигацию 1942 года капитан 1-го ранга П. А. Смирнов был награждён орденом Красного Знамени.

#### Борьба с минной опасностью на Волге в 1943 и 1944 годах
Главной опасностью на волжской водной коммуникации в навигацию 1943 года были подводные мины. С 1942 года на волжских фарватерах на участке от Саратова до Замьян оставалась 131 невытраленная мина. Кроме этого, за период апрель — июнь люфтваффе установило ещё 411 мин. Заметное влияние оказали бомбардировки немецкой авиации, которая провела в апреле — июне 276 налётов. Особенно сложным оказался май — 209 налётов бомбардировщиков противника.
Зиму 1942—1943 года бригада тральщиков П. А. Смирнова провела в Астрахани, где корабли проходили ремонт, а экипажи доукомплектовывались личным составом и проводили занятия по боевой и политической подготовке. 10 марта 1943 года нарком ВМФ утвердил план весеннего боевого траления Волги от Саратова до морской части Астраханского канала. В нём были определены основные приёмы борьбы с минной опасностью: уничтожение мин на фарватерах трал-баржами, проводка транспортных судов за тральщиками, размагничивание кораблей флотилии и транспортных судов, проводка судов по протраленным фарватерам лоцманами военно-лоцманской службы флотилии. К началу навигации Отдельная бригада траления, которой командовал П. А. Смирнов, состояла из восьми дивизионов тральщиков, включавших 50 тральщиков и 10 полуглиссеров. Дополнительно Астраханская военно-морская база передала в оперативное подчинение ОБТ 22 катера-тральщика. Тральщики, ранее входившие в другие бригады ВлВФ, были переданы в подчинение Смирнову. Личный состав бригады в значительной части состоял из моряков, принимавших участие в Сталинградской битве, и к 1 апреля в основном выполнил план боевой подготовки. Большая часть кораблей была подготовлена к плаванию и ведению боевого траления индивидуально и в составе конвоев.
В связи со вскрытием Волги на участке ниже Сталинграда от Чёрного Яра до Астрахани 5—6 апреля для ОБТ была введена оперативная готовность № 1. С 6 по 14 апреля тральщики проводили разведывательное и контрольное траление. С 14 апреля открылось движение от Астрахани до Сталинграда. До 21 апреля было завершено траление от Сталинграда до Саратова и открылась навигация на всём участке от Астрахани до Саратова. В целом с 7 по 22 апреля был протрален сплошной фарватер шириной 100—130 метров. К концу апреля были протралены подходы к портам и пристаням. Все восемь дивизионов тральщиков Смирнова приступили к проводке судов на своих участках. ОБТ начала траление 27-ю тральщиками, а завершила 57-ю. В апреле ежедневно по Волге шло 15—20 караванов судов. В первую очередь шли нефтеналивные караваны. Одновременно с началом действий ВлВФ активизировались действия немецкой авиации. С 4 по 28 апреля самолёты противника вели разведку ледовой обстановки и начала движения судов. С 28 апреля по 15 мая люфтваффе установило 161 мину, которые добавились к 131 мине, оставшейся в Волге с 1942 года. Новые мины были установлены на участке Чёрный Яр — Камышин, который отличался наибольшей интенсивностью движения судов. В период 29 апреля — 15 мая на немецких минах подорвалось нефтеналивные баржи «Тарлык», «Комсомолка», «Катунь», Краснознаменная канонерская лодка «Усыскин», четыре тральщика, буксирные пароходы «Ваня-коммунист», «Сергей Лазо» и «Ереван», четыре промысловых судна рыболовецкого флота, которые буксировали баржи. А в целом план перевозок в апреле был выполнен на 68,4 %, а в мае — на 76,5 %.
На фоне этих событий Государственный комитет обороны, Народный комиссариат ВМФ, Главное политическое управление и Главный морской штаб приняли ряд неотложных мер, которые должны были переломить обстановку. Среди этих мер были увеличение количества тральщиков до 300 и изменение структуры Волжской военной флотилии. Были сформированы 1-я и 2-я бригады траления, подверглись переформированию другие силы флотилии. Капитан первого ранга Смирнов возглавил 1-ю бригаду траления. Процесс переформирования завершился к 15 мая. Бригада Смирнова развернулась на участке от Замьян до Райгорода. Смирнову были подчинены отделение тыла района, трёхорудийная зенитная плавучая батарея, 1-й район службы наблюдения и связи и 1-й гидрографический район. Командный пункт Смирнова, располагавшийся на штабном корабле «Марат», находился у Чёрного Яра. Четыре дивизиона тральщиков Смирнова действовали на четырёх боевых участках. Одновременно противник максимально активизировал минные постановки — с 15 по 31 мая на участке Чёрный Яр — Камышин люфтваффе установило 204 мины. Одновременно паводок на Волге стал спадать, и фарватеры стали уменьшаться до летнего уровня. Но все изменения, произведённые в ВлВФ, привели к успеху: в июне на минах подорвалась только баржа «Судога», которая шла порожняком. Всего за кампанию 1943 года по Нижней Волге было проведено 10 959 судов всех типов. Из них подорвалось на минах 13. За успехи в борьбе с минами противника в навигации 1942 и 1943 годов командующий Волжской военной флотилией контр-адмирал Ю. А. Пантелеев представил Петра Андреевича к ордену Красного Знамени, но в итоге Смирнов был награждён орденом Отечественной войны I степени.
В конце навигации 1943 года начался процесс массовой передачи судов флотилии в бассейны Днепра, Азовского моря и Чудского озера. В сентябре — октябре было передано 240 бронекатеров, тральщиков, миномётных, сторожевых и других катеров. В результате 1-я бригада траления, как и другие части флотилии, была значительно сокращена. В целом на 18 октября в состав ВлВФ входили 6 канонерских лодок, 80 тральщиков, 13 сторожевых катеров, 5 миномётных катеров, 35 полуглиссеров, 2 плавучие батареи, 5 штабных кораблей, 30 буксировщиков трал-барж. По решению народного комиссара ВМФ в составе флотилии оставались тральщики в составе, достаточном для проведения контрольного траления фарватеров для открытия навигации 1944 года. За успешную борьбу с минной опасностью на Волге в навигацию 1943 года П. А. Смирнова повторно наградили орденом Красного Знамени.
16 декабря 1943 года капитана 1-го ранга П. А. Смирнова назначили на должность командующего Волжской военной флотилией. Под его руководством моряки флотилии проходили боевую подготовку, готовясь к предстоящей навигации на Волге. Весной и в начале лета восемь дивизионов тральщиков провели контрольное траление, которое подтвердило возможность безопасного прохождения судов по Волге. 30 июня 1944 года приказом наркома ВМФ Волжская военная флотилия была расформирована. Мобилизованные гражданские суда были разоружены и переданы своим прежним операторам. Военные суда были переданы в другие флотилии. Часть кораблей, воевавших на Волге, встретили победу в Берлине.
С июля по декабрь 1944 года Смирнов командовал Волжской военно-морской базой Каспийской флотилии.

### Дальнейшая служба
После расформирования ВлВФ Пётр Андреевич командовал Учебным отрядом Балтийского флота. В декабре 1945 года его назначили командовать 1-м отрядом вновь строящихся кораблей. В октябре 1946 года опытного минёра назначили на должность командира бригады траления Дунайской военной флотилии. 27 мая 1947 года капитан первого ранга Пётр Андреевич Смирнов умер в Будапеште. Похоронили ветерана трёх войн в Измаиле на городском кладбище. 29 мая 1947 года в газете «Дунаец» был напечатан его некролог.

## Оценки современников
Контр-адмирал Н. П. Зарембо вспоминал о Петре Андреевиче Смирнове в своих воспоминаниях «Волжские плёсы»:

Петр Андреевич — старый балтиец. Еще в царское время он плавал на тральщиках. Смирнов хорошо знал минное дело, пожалуй, лучше всех на флотилии. В годы гражданской войны он командовал бригадой траления, которая очищала от мин Балтийское море. Участник Великой Октябрьской Социалистической революции, старый коммунист, Петр Андреевич пользовался огромным авторитетом на флоте. Он долгое время был начальником одного из военно-морских училищ. Многие молодые офицеры, прибывавшие сейчас на Волгу, — его воспитанники.— 

## Награды
Российская империя:
- два Георгиевских креста[5].
- Георгиевская медаль[4]

Советский Союз:
- орден Ленина (21 февраля 1945 года[6][37])
- три ордена Красного Знамени (27 февраля 1943 года[21][38], 22 января 1944 года[1], 3 ноября 1944 года[2])
- орден Отечественной Войны I степени (22 января 1944 года[31])
- медаль XX лет РККА (1938 год)[21]
- медаль За оборону Сталинграда[39]
- медаль За победу над Германией[40]

## Комментарии
1. ↑  Год рождения Петра Андреевича приводится по данным Крицкого; в наградных документах указывается разные года рождения: 1891[1] и 1890[2].
2. ↑  Бывший колёсный буксирный пароход «Кирсанов» участвовал в Гражданской войне под именем минный заградитель «Фридрих Энгельс» (с 17 апреля 1919 года)[7].
3. ↑  К примеру, при взрыве «Катуни» было потеряно 9600 тонн авиационного бензина.